# Playa de Huelin
La playa de Huelin, también llamada indistintamente como playa de San Andrés, es una playa de la ciudad de Málaga en Andalucía, España. Está situada en el barrio de Huelin (Carretera de Cádiz) y es una de las playas más castizas de la ciudad. Se trata de una playa urbana de arena oscura situada en el litoral oeste de la ciudad, entre el puerto y la playa de La Misericordia. Tiene unos 700 metros de longitud y unos 50 metros de anchura media. Es una playa con un alto grado de ocupación. Cuenta con servicios de papeleras, duchas, recogida de residuos, alquiler de sombrillas y hamacas, etc.
Esta es una de las playas donde se registra el fenómeno de la ola del Melillero.

## Etimología
La playa es llamada indistintamente como playa de Huelin o playa de San Andrés, sin embargo tiene más relevancia el primero. Históricamente, también era conocido como playas de San Andrés. El nombre de San Andrés viene dado por una ermita en la que se fundó el convento de las carmelitas descalzas en 1584. El de Huelin se origina tras la construcción del barrio del mismo nombre, que a su vez debe su nombre a su promotor, Eduardo Huelin.

## Historia

### SigloXIX
Es famosa porque en ella fue inmortalizado el momento del fusilamiento del General Torrijos en un cuadro de Antonio Gisbert Pérez en el Museo del Prado; aunque el fusilamiento en realidad se realizó en la zona próxima de El Bulto, desaparecido en la actualidad por las ampliaciones del puerto de Málaga. Durante la revolución industrial, en la playa se instalaron multitud de fábricas. Manuel Agustín Heredia, eligió la playa para la construcción de la ferrería La Constancia, la seguirían otras como la textil Industrial Malagueña, la fábrica de "palodú", la fundición de Heaton o la refinería de petróleos. En 1868, Eduardo Huelin levantó en la ribera de la playa, el barrio de Huelin para albergar a los obreros de la fábrica. A finales del siglo XIX, se abrieron distintos balnearios en la playa.

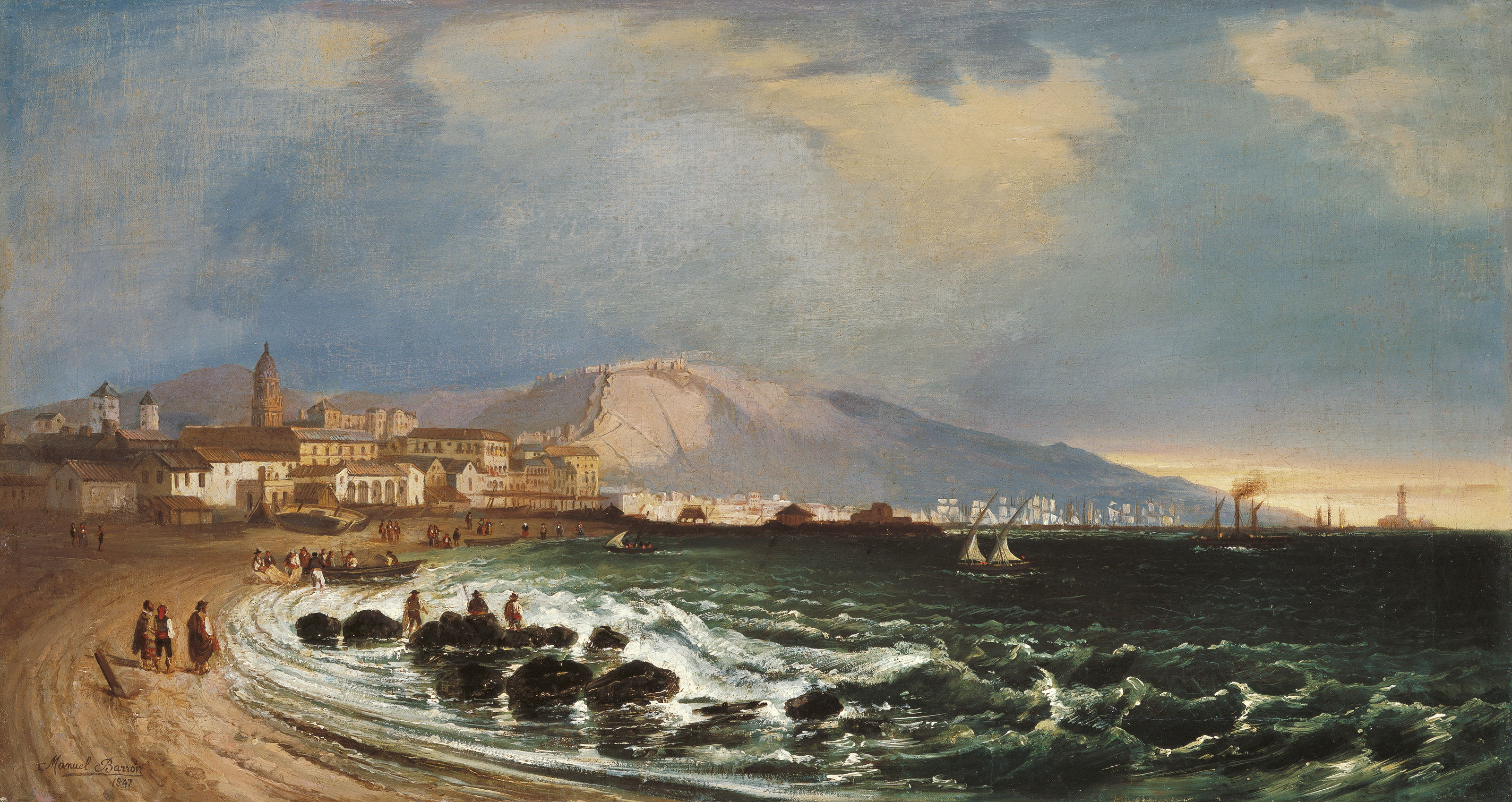
La playa de San Andrés en 1847.

### SigloXX

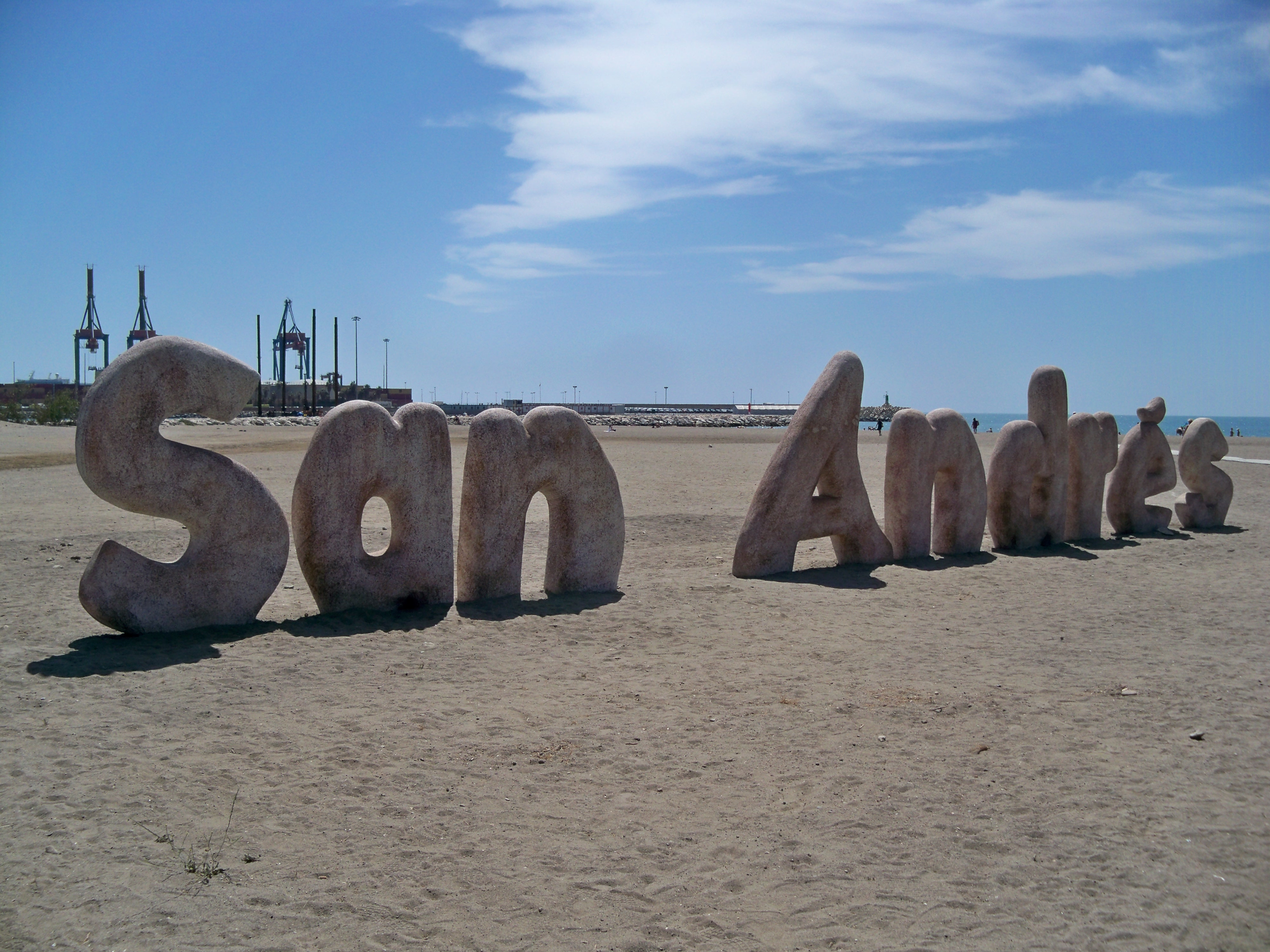
Cartel de la playa.

A lo largo del siglo XX, se asentó en la ribera de la playa un importante núcleo chabolista, de los más famosos de Málaga. Las chabolas se extendían desde Santa Paula, hasta El Bulto, ocupando la totalidad de la playa de San Andrés. En ocasiones las barracas llegaban hasta la misma orilla del mar. Entre 1969 y 1973 las chabolas fueron demolidas y sus habitantes trasladados a nuevos barrios como Nuevo San Andrés (de ahí el nombre de la barriada). A finales del siglo XX las sucesivas ampliaciones del puerto se tragaron buena parte de la playa, la correspondiente a la zona de El Bulto, las industrias fueron desmontadas progresivamente y en 1992 se inauguró el paseo marítimo Antonio Machado.
Desde entonces, la playa de Huelin es junto a la playa de la Malagueta, una de las playas más conocidas y ocupadas de Málaga, debido a su cercanía con el centro histórico.

## Deporte

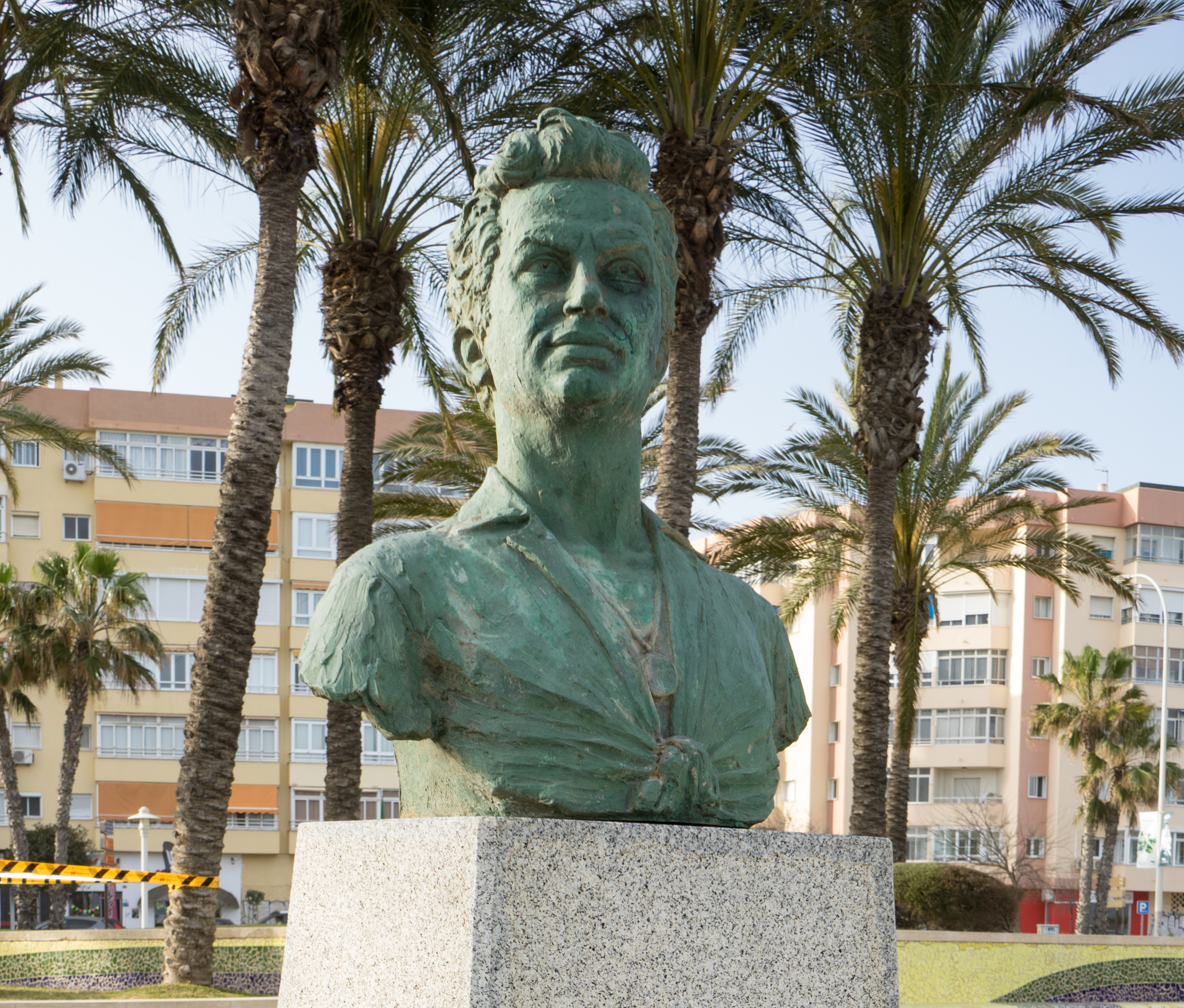
Busto de Antonio Molina, que nació en Huelin en 1928.

En esta playa tiene su base el Club de Deportivo Remo San Andrés, equipo participante en la liga de jábegas.

## Galería

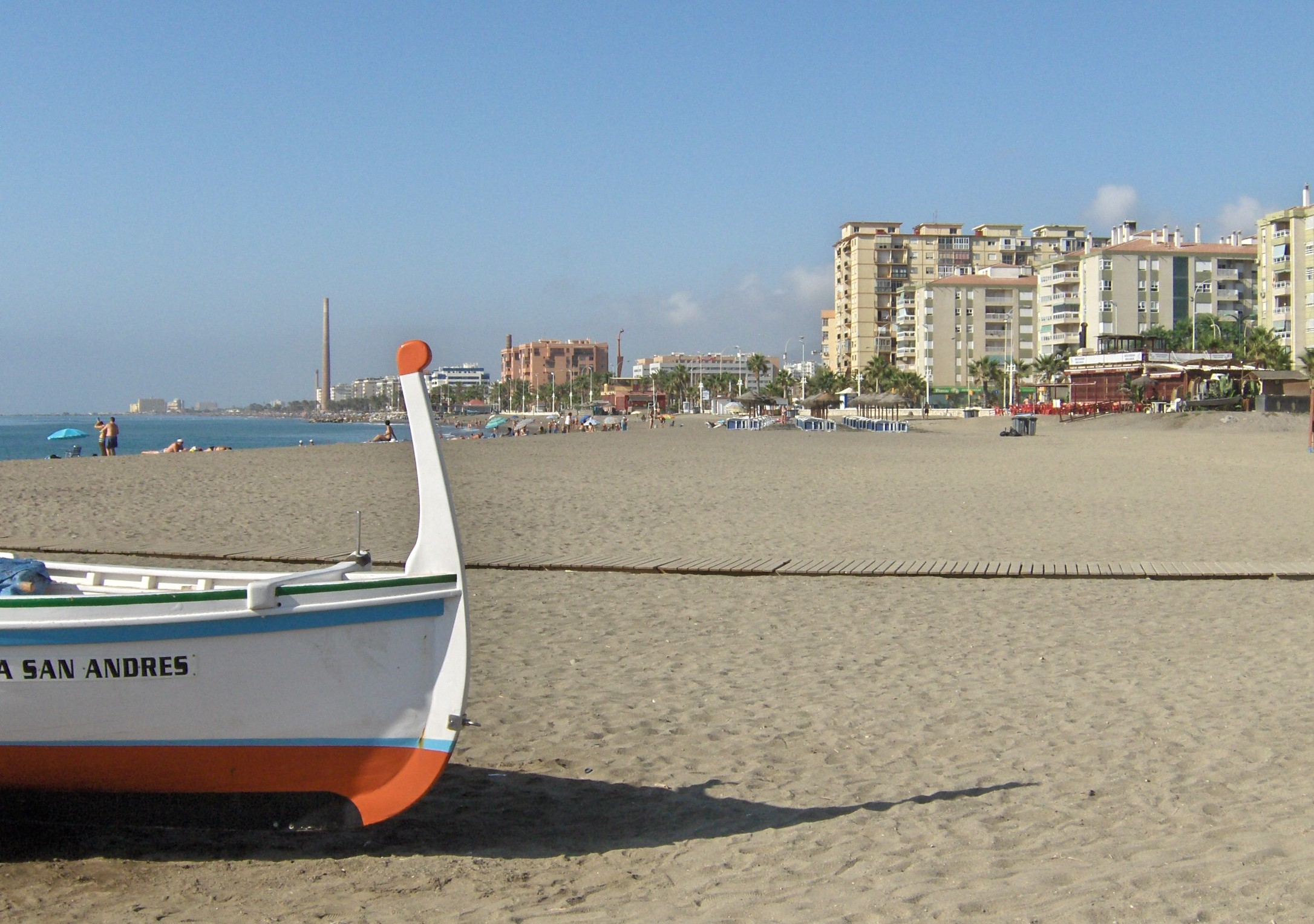
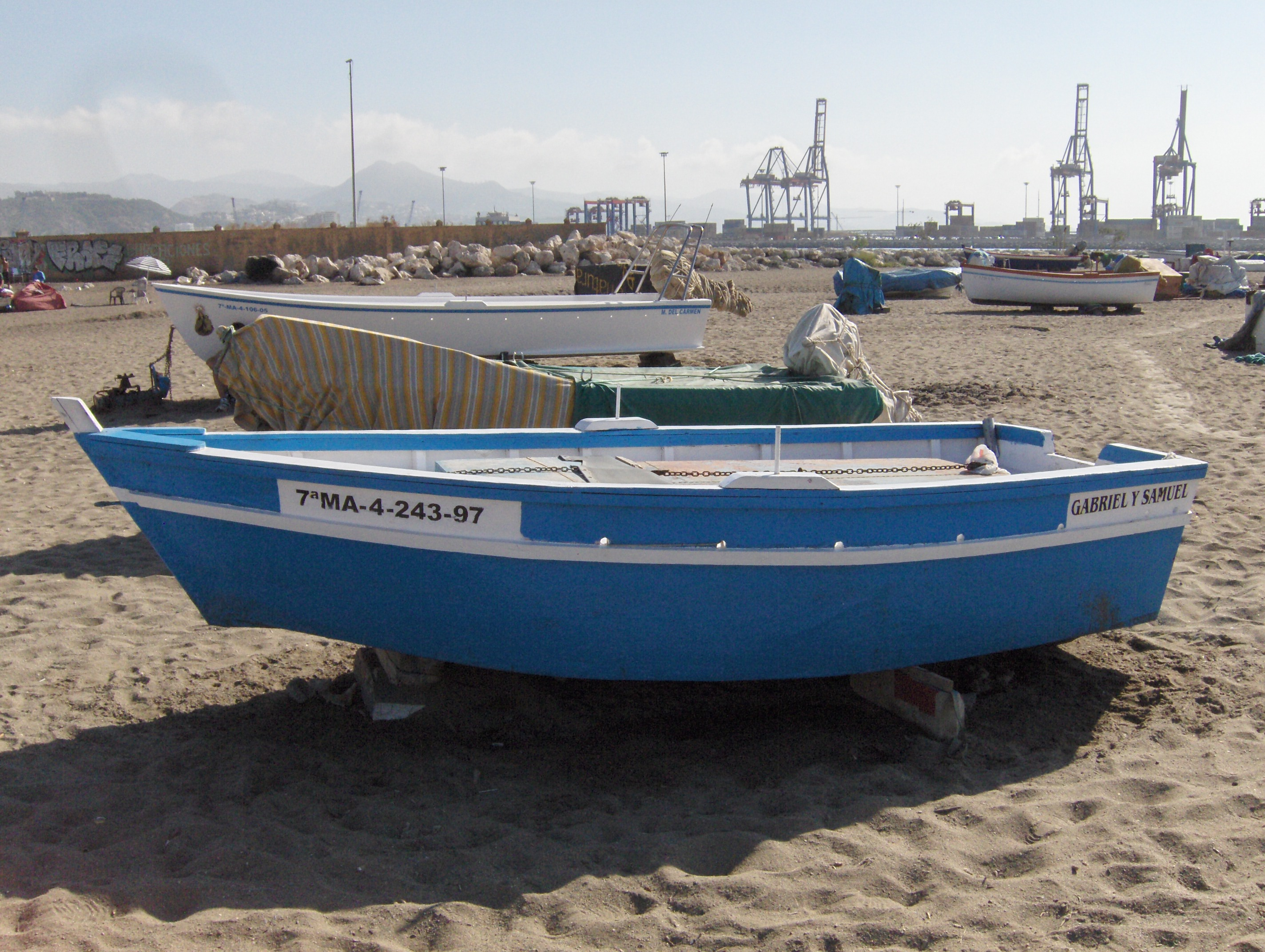
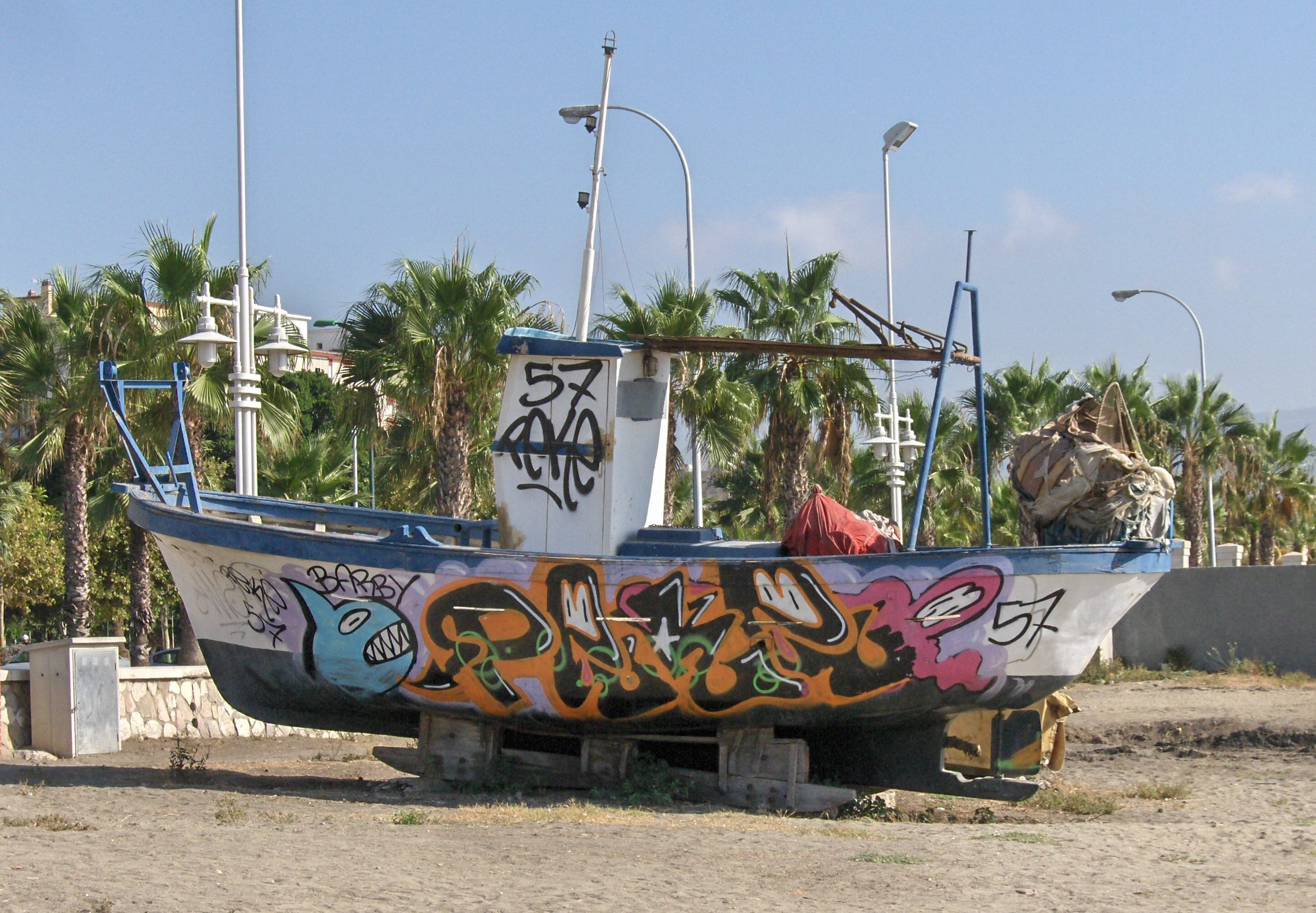
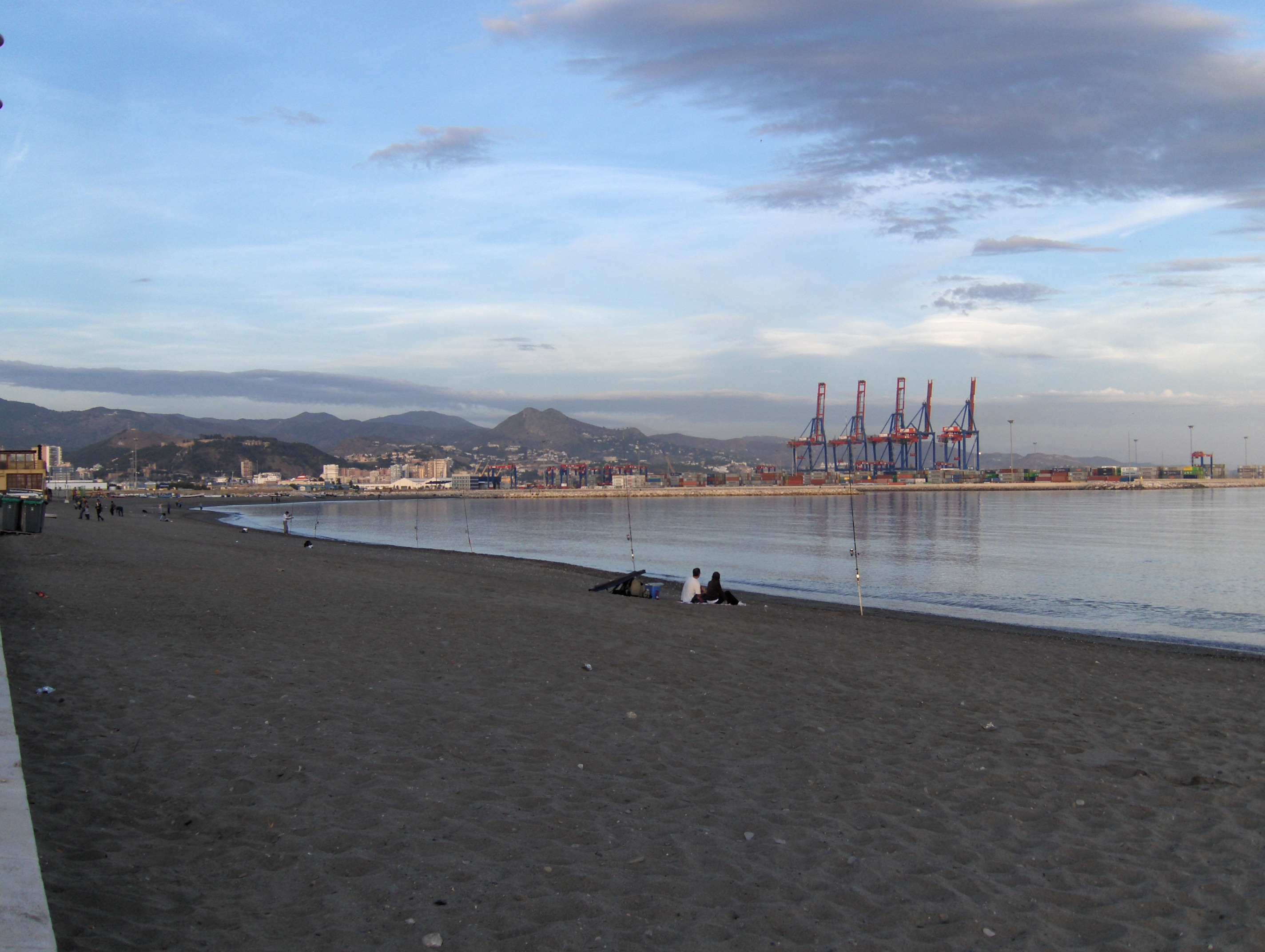
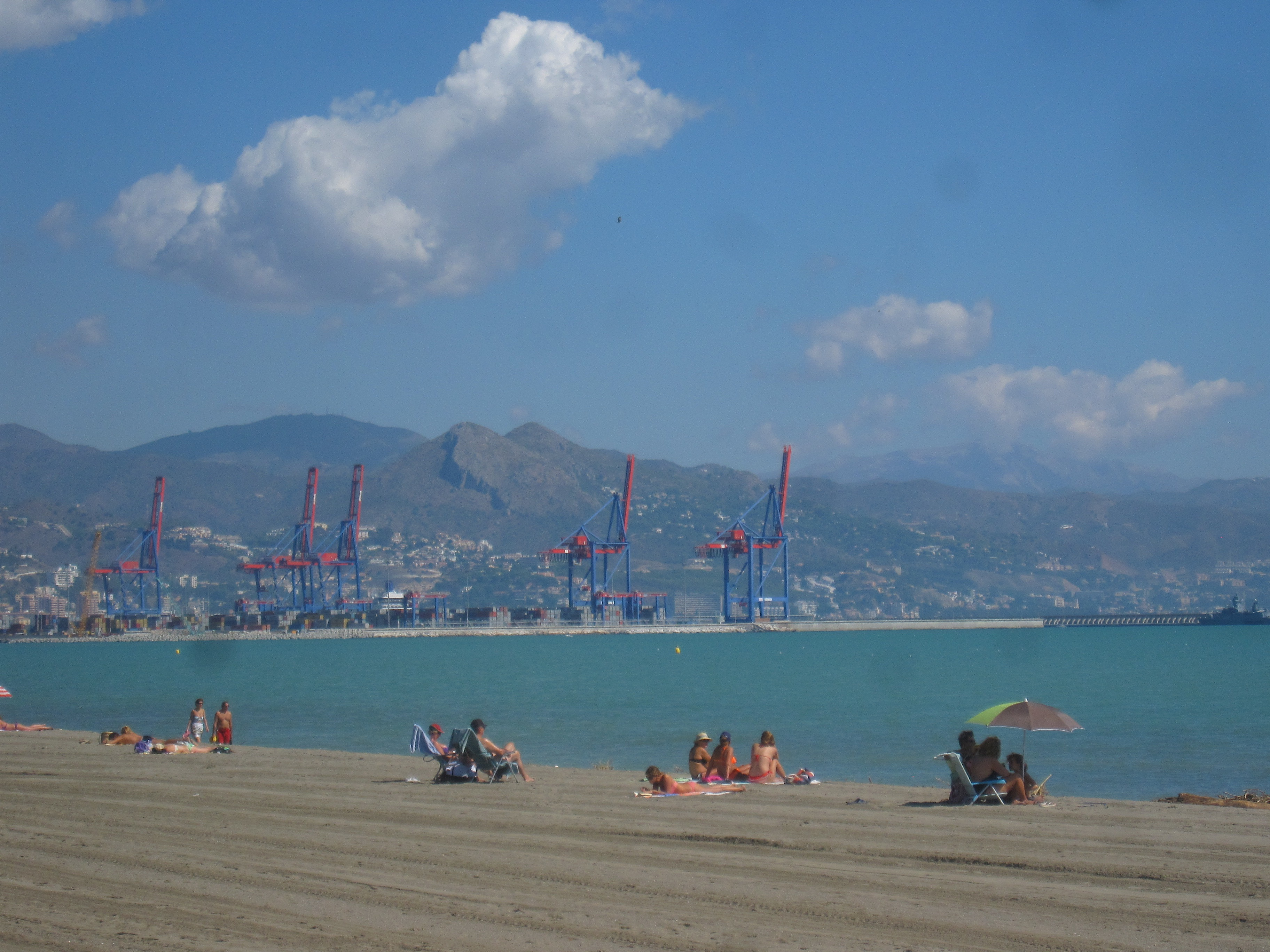
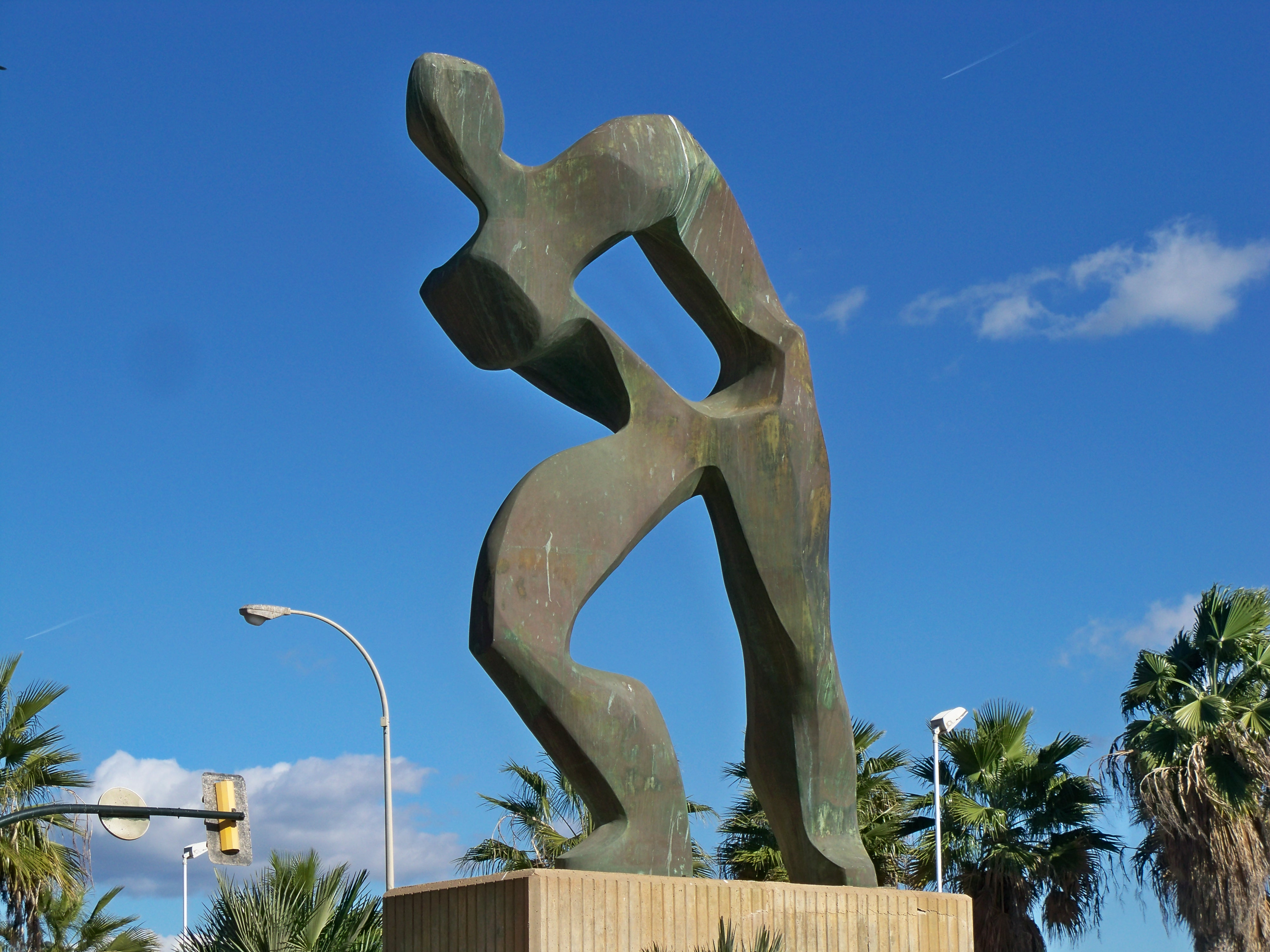